# Evius pyrostrota
Evius pyrostrota är en fjärilsart som beskrevs av Paul Dognin 1908. Evius pyrostrota ingår i släktet Evius och familjen björnspinnare. Inga underarter finns listade i Catalogue of Life.